# Atheta lateralis
Atheta lateralis är en skalbaggsart som först beskrevs av Mannerheim 1830.  Atheta lateralis ingår i släktet Atheta, och familjen kortvingar. Arten är reproducerande i Sverige.